# یوکسیو پراپرتی
یوکسیو پراپرتی (انگلیسی: Yuexiu Property) شرکت املاک چینی است، که در سال ۱۹۹۲ تأسیس شد.